# Beleg van Svetigrad (1448)
Het Beleg van Svetigrad vond plaats tussen 14 mei en 31 juli 1448. Het Ottomaanse leger geleid door sultan Murat II belegerde het fort in Svetigrad dat in handen was van de Albanese Liga van Lezhë. 
Het fort van Svetigrad lag op een belangrijke route tussen het huidige Albanië en Noord-Macedonië, de missie bleek daarom cruciaal voor het Ottomaanse Rijk en het doel om verder Albanië binnen te vallen. Sultan Murat II zette 80.000 soldaten in om het fort te belegeren. Nadat de Ottomanen door het gebied marcheerden informeerden lokale Albanese bronnen hun vorst Skanderbeg dat een groot Ottomaans leger zich naar het fort beweegde. 
Skanderbeg vroeg aanvankelijk steun aan de Republiek Venetië, de Venetianen wezen het aanbod echter af. Skanderbeg vroeg daarna de lokale bevolking het fort bewapend te beschermen. Het Albanese garnizoen in Svetigrad stond onder bevel van Pjetër Perlati. Onder zijn bevel wisten de Albanezen nog lang stand te houden maar nadat de Ottomanen de waterleiding van het kasteel vernietigden gaf Pjetër Perlati zich over aan de Ottomanen, waarmee Svetigrad in juli 1448 in handen kwam van de Ottomanen.
Slagen van Arianit (voor Skanderbeg) · Slag van Torvioll · Eerste Slag van Mokra · Slag van Otonetë · Albanees-Venetiaanse Oorlog · Eerste Slag van Oranik · Beleg van Svetigrad · Eerste Beleg van Krujë · Slag van Modrica · Eerste Slag van Meçad · Eerste Slag van Pollog · Beleg van Berat · Tweede Slag van Oranik · Slag van Ujëbardha · Italiaanse expeditie · Eerste Slag van Mokra · Macedonië-veldtocht (Tweede Slag van Mokra, Tweede Slag van Pollog, Slag van Livad) · Slag van Ohrid · Eerste Slag van Vajkal · Derde Slag van Oranik · Ballaban's veldtocht (Tweede Slag van Vajkal, Slag van Kashari) · Slag van Kumaniv · Tweede Beleg van Krujë · Derde Beleg van Krujë · Vierde Beleg van Krujë (na de dood van Skanderbeg)